# Maurice Lafforgue
Pour les articles homonymes, voir Lafforgue.
Maurice Lafforgue, né le 26 mars 1915 à Mende et décédé le 31 octobre 1999 à Passy, est un skieur alpin français originaire de Luchon dans les Pyrénées.

## Biographie
Il est le frère jumeau de René Lafforgue skieur lui aussi et décédé le 15 février 2000 à Saint-Gaudens,
Marié avec la skieuse suédoise May Nilsson, il est le père des skieuses et jumelles Britt et Ingrid Lafforgue.

## Palmarès

### Jeux olympiques
| Épreuve / Édition              | Combiné |
| ------------------------------ | ------- |
| JO 1936 Garmisch-Partenkirchen | 11e     |

### Championnats du monde
| Épreuve / Édition       | Descente | Slalom | Combiné |
| ----------------------- | -------- | ------ | ------- |
| Mondiaux 1937 Chamonix  | Argent   | 9e     | Argent  |
| Mondiaux 1938 Engelberg | 10e      | 29e    | 14e     |
| Mondiaux 1939 Zakopane  | 7e       | 23e    | 20e     |